# 응우옌티빈
응우옌티빈(베트남어: Nguyễn Thị Bình / 阮氏平 완씨평, 본명: 응우옌쩌우사베트남어: Nguyễn Châu Sa / 阮周莎 완주사, 1927년 5월 26일 ~ )은 베트남의 정치인이다. 1973년 파리 협정에서 베트콩을 대표하여 참석했다.

## 생애
동탑성 출신의 베트남의 민족주의 지도자인 판쭈찐(Phan Chu Trinh)의 손녀이기도 하다. 1948년에는 베트남 독립동맹회에 입당했고 프랑스의 식민 통치에 저항하는 지식인 운동에 참여했다. 1951년부터 1953년까지 프랑스 경찰에 의해 체포되어 사이공에 위치한 찌호아 감옥(Chí Hòa)에 수감되었다.
베트남 전쟁 시기에는 남베트남 인민혁명당 중앙위원회에서 활동했다. 1969년에는 남베트남 공화국 외무부 장관으로 임명되었으며 1973년 1월 17일에 체결된 파리 협정에서 남베트남 공화국 대표로 서명했다. 1982년부터 1986년까지 베트남 교육부 장관, 베트남 공산당 중앙위원회 위원을 역임했고 1987년부터 1992년까지 베트남 공산당 중앙대외관계국 부국장을 역임했다. 1992년부터 2002년까지 베트남의 국가부주석을 역임했다.